# Farmanieh
Farmanieh (in persiano فرمانیه‎) è una delle 11 suddivisioni di Shemiran, il quartiere più settentrionale della città di Teheran. È uno dei quartieri dove hanno sede molte ambasciate straniere.

## Storia
Farmanieh apparteneva al primo ministro Abdol Hossein Mirza Farmanfarma (governo 1915-1916, da cui prende il nome Farmanieh), della dinastia Qajar. Nel corso degli anni, il territorio è stato diviso tra i membri della famiglia e parti di esso sono state vendute.
Negli ultimi decenni la zona ha vissuto un vasto processo di urbanizzazione: è stata costruita la superstrada Sadr lungo la parte meridionale del quartiere.

## Cultura
A Farmanieh è presente la Scuola italiana Pietro Della Valle.